# Stenaulis discalis
Stenaulis discalis là một loài bướm đêm thuộc phân họ Arctiinae, họ Erebidae.